# FitGirl Repacks
FitGirl Repacks è un sito web che si occupa di distribuzione di videogiochi pirata compressi in modo significativo in modo che possano essere scaricati e condivisi in modo più efficiente.
FitGirl, la creatrice del sito, non si occupa di cracking dei giochi ma utilizza programmi di installazione di giochi ufficiali o file di gioco già piratati, come le versioni warez, e li riconfeziona in dimensioni di download notevolmente più piccole, eliminando i file inutili. I giochi riconfezionati, solitamente limitati a Microsoft Windows, vengono distribuiti tramite servizi di file hosting e BitTorrent. Sono generalmente accompagnati durante l'installazione dalla canzone Tsuki Sayu Yoru di Hiromitsu Agatsuma.
La mascotte di FitGirl Repacks è l'attrice francese Audrey Tautou, così come appare nel film del 2001 Amélie, una commedia romantica francese diretta da Jean-Pierre Jeunet.

## Storia
Nel 2012 FitGirl ha iniziato a comprimere i dati dei file di gioco per uso personale. Dopo essersi resa conto che le compressioni (repack) che si trovavano online su siti pirata erano più piccoli rispetto ai suoi, ha deciso di imparare a ottimizzare maggiormente la propria capacità di comprimere file. Quando i suoi repack sono diventati più ottimizzati di quelli già disponibili, ha deciso di iniziare a condividerli. Il primo che ha condiviso è stato un repack di Geometry Wars 3: Dimensions sui tracker russi il 6 luglio 2016. I suoi repack sono diventati sempre più popolari e nel 2020 TorrentFreak l'ha descritta come "la releaser più conosciuta su Internet". classificandola al sesto posto nel 2024 e al nono nella classifica dei 10 siti torrent più popolari del 2020.

Screenshot della homepage di FitGirl Repacks

In un'intervista del 2016 FitGirl ha dichiarato di avere vent'anni e di lavorare nel settore informatico. Ha dichiarato di essere "donna e in un certo senso orgogliosa di esserlo", in quanto unica donna addetta al riconfezionamento sulla scena a quel tempo. La sua nazionalità è russa, ma vive in Lettonia.